# Пахалюк, Константин Александрович
Константи́н Алекса́ндрович Пахалю́к (род. 14 августа 1991, Калининград, РСФСР) — российский и израильский политолог, историк.

## Биография
Родился 14 августа 1991 года в Калининграде. В 2012 году окончил бакалавриат МГИМО по специальности «международные отношения» с отличием, а в 2014 году — магистратуру МГИМО по политологии. В 2012—2013 годах также обучался в Московской высшей школе социальных и экономических наук (Шанинка) по программе совместно с Манчестерским университетом (магистр международных отношений и политологии с отличием). Окончил очную аспирантуру МГИМО. Кандидат политических наук. В 2020 году защитил диссертацию на тему «Дискурсивные основания интерпретации истории в контексте современной внутренней и внешней политики России».
В истории сфера специализации: русская армия в годы Первой мировой войны, история Холокоста и нацистских преступлений. В политологии: политика памяти, дискурс-анализ, современные международные отношения. В настоящее время изучает внешнюю политику Израиля, особенности российской пропаганды и феномен Telegram-военкоров.
В 2013—2022 годах был сотрудником исполнительной дирекции Российского военно-исторического общества (с 2021 года — заместитель директора департамента науки и образования). Занимался просветительными и научными проектами: вёл лекции, организовывал конференции, форумы, издательские программы. Инициировал и содействовал публикации монографий таких российских ученых, как А. А. Кривопалов, С. С. Юдин, В. И. Голдин, С. А. Солнцева, В. Н. Прямицын и др. Преподавал в Одинцовском филиале МГИМО и Московском городском педагогическом университете.
После вторжения России в Украину не поддержал действия российских властей, из-за чего был уволен из РВИО. Одной из причин также стала критика в адрес концепции «геноцида советского народа». В должности доцента работал в МГИМО, РГГУ, МГПУ и НИУ «МЭИ». Являлся научным сотрудником ИНИОН РАН, Дома русского Зарубежья и научно-просветительного центра «Холокост». Впоследствии переехал в Израиль. В качестве эксперта выступал на страницах газет «Хаарец» (Израиль), «Caliber.az» (Азербайджан), BBC News, Der Spiegel (Германия), ARA (Испания),«Собеседник», приглашался телеканалами «Дождь», «Deutscher Welle» и «Вот так», радио Голос Польши, а также русскоязычными израильскими СМИ. До 2022 года активно выступал в российских СМИ (включая, телеканал «Культура», радиостанции «Эхо Москвы», «Радио России», «Маяк», «Вести-FM», «Business FM», газетами «Новые известия» и др.). Выступил экспертом фильма «Пальмникенская трагедия».
В настоящее время колумнист изданий «The Moscow Times», «Новая газета — Европа», «Open Democracy», "Republic". В марте и апреле 2025 года материалы попадали в список претендентов независимой премии "Редколлегия".
28 июня 2024 года Министерством юстиции России внесён в список физических лиц «иностранных агентов».
В январе 2025 года монография "В поисках русской древности. Консервативный поворот и политика памяти в регионах Центральной России" был снята с сайта издательства "Новое литературное обозрение" после доноса со стороны движения "Сорок сороков",. Книга не поступила в продажу, однако некоторые экземпляры были разосланы по ключевым библиотекам в рамках обязательной рассылки.

## Научная деятельность
Автор более 80 научных публикаций, в том числе статей на английском, французском, немецком и испанском языках. Соавтор 3 коллективных монографий, 2 учебных пособий и 1 аналитического доклада. Редактор и (со)-составитель 20 научных сборников, включая 4 выпуска ежегодника «Преподавание военной истории в России и за рубежом», 2 выпуска ежегодника «Георгиевские чтения. Сборник трудов по военной истории Отечества», а также 3 документально-исследовательских сборника, посвящённых нацистским лагерям смерти «Собибор», «Майданек» и «Треблинка», впервые вводящие в научный оборот неизвестные архивные документы. Выступал приглашённым редактором журнала «Социодиггер» (ВЦИОМ, выпуски о мобилизации и релокантах). Подготовил к публикации на русском языке воспоминаний жертв Холокоста и нацистских преступлений (А. А. Печерский, С. Барутчев, С. Вилленберг, Я. Верник), а также писателя Леонида Донич-Добронравова.

## Коллективные монографии, издания
Книги
1. В поисках русской древности: "консервативный попорот" и политика памяти в регионах Центральной России (2010-е - начало 2022 года). М., 2025. 503 с.
2. Заметки иноагента. Статьи о истории, культуре и Z-милитаризме. Кишинев, 2025. 448 с. (включена в лонг-лист премии «Просветитель. ПолитПросвет», 2025)

Коллективные монографии
1. Политика памяти в России — региональное измерение / Под ред. А. И. Миллера, О. Ю. Малиновой, Д. В. Ефременко. М., 2023. [Введение (совместно с А. И. Миллером), с. 5-23; глава 1 «В поисках русской древности»: политика памяти в регионах центральной России, с. 24-100]
2. Война, политика, память. Наполеоновские войны и Первая мировая война в пространстве юбилеев / Отв ред. О. С. Поршева. М., 2020. [5.4. Советская / российская память: от «нулевой точки революции» к «реперной точке» доминирующего исторического нарратива, с. 489—519]. Рец.
3. Политика памяти в современной России и в странах Восточной Европы. Акторы, институты, нарративы / Под ред. А. И. Миллера, Д. В. Ефременко. М.: Издательство Европейского университета в Санкт-Петербурге, 2020. 632 с. [глава 5. Использование истории в контексте внешней политики современной России (2012—2018 гг.), с. 96-121]. См. дискуссию о книге.
4. Современная политическая наука. Методология / Отв. ред. О. В. Гаман-Голутвина, А. И. Никитин. М.: Аспект-Пресс, 2019. 776 с. [глава «Структурализм», с. 316 −340; вместе с М. В. Ильины и И. В. Фоминым глава «Дискурс-анализ», с. 357—378]
Научное редактирование / составление
1. Холокост и еврейское сопротивление во время Второй мировой войны. Региональные особенности на Северном Кавказе и в других регионах СССР. Иерусалим, 2024.
2. Донич-Добронравов Л. М. Русская революция. Воспоминания, очерки, впечатления / вступит. статья, подг. текста, коммент. К. А. Пахалюка. СПб., 2024.
3. Георгиевские чтения. Сборник трудов по военной истории Отечества / Ред. — сост. К. А. Пахалюк. Вып. 1., М., 2021. Вып. 2., М., 2022. Рецензия
4. Преподавание военной истории в России и за рубежом / под ред. К. А. Пахалюка.
Вып. 1. М., 2018. Рецензия
Вып. 2. М., 2019. Рецензия
Вып. 3. М., 2020. Рецензия
Вып. 4. М., 2021.
5. Треблинка. Исследования. Воспоминания. Документы / Отв. ред. К. А. Пахалюк. М., 2021. 688 с. Рецензия.
6. Трагедия войны. Гуманитарное измерение вооружённых конфликтов XX века / Отв. ред. К. А. Пахалюк. М., 2021. 656 с. Рецензия. Онлайн-презентация.
7. Концентрационный лагерь Майданек. Исследования. Документы. Воспоминания / Под ред. К. А. Пахалюка, Л. А. Терушкина. М., 2020. 496 с. Рецензия
8. Собибор: взгляд по обе стороны колючей проволоки / Под ред. Л. А. Терушкина, К. А. Пахалюка. М.: Яуза-Каталог, 2018. 416 с. Рецензия.
9. Генерал Геруа: сб. / сост., прим. и коммент. К. А. Пахалюк; предисл. А. Н. Алекаева. М., 2018. 528 с. Рецензия.
10. Русско-турецкая война 1877—1878 гг.: российский и болгарский взгляд / Под ред. Р. Г. Гагкуева, Р. Михневой; сост. К. А. Пахалюк, С. С. Юдин и др. М., 2017. 512 с.
Реценция.
11. От противостояния идеологий к служению идеалам. Российское общество в 1914—1945 гг. / Под ред. М. Ю. Мягкова, К. А. Пахалюка. М., 2016. 288 с.
12. Россия 1917 года в эго-документах / Авт.-сост. Н. В. Суржикова и др. М., 2016 [в составе редакторского коллектива].
13. Гумбинненское сражение: забытая победа / Авт.-сост. К. А. Пахалюк. СПб., 2014. 220 с.
14. Первая мировая: взгляд из окопа / Предисл., сост. и коммент. К. А. Пахалюка. М., СПб., 2014. 216 с.
15. Великая война: сто лет / Под ред. М. Ю. Мягкова, К. А. Пахалюка. М.; СПб: Нестор-История, 2014. 324 с.
16. «Великая и забытая»: материалы международной научно-практической конференции / Ред.-сост. К. А. Пахалюк. Калининград, Гусев, 2013. 164 с.
Энциклопедии, справочные издания
1. История России: начало XX — начало XXI веков. Базовый уровень: 10 класс: учебник / А. В. Шубин, М. Ю. Мягков, Ю. А. Никифоров и др. М.: Дрофа, 2021. [параграф 1 «Участие России в Первой мировой войне»; учебник входит в федеральный перечень учебных изданий для средней школы];
2. Политический дискурс // Теория политики. Практикум / Под ред. Т. А. Алексеевой, И. В. Лошкарева. М.: Аспект-Пресс, 2019. С. 247—276 [учебник МГИМО];
3. Гендер и политика // Теория политики: углубленный курс: практикум / Под ред. Т. А. Алексеевой, И. В. Лошкарева, Д. А. Паренькова. М.: Аспект-Пресс, 2020 [учебник МГИМО].
4. Малые города Калининградской области: энциклопедический справочник / под ред. И. Дементьева. Калининград, 2011 [член авторского коллектива].
5. Пахалюк К. А. Боевые действия в Восточной Пруссии в Первую мировую войну. Указатель литературы. Калининград, 2008. 383 с.

### Статьи
Политология
1. Риторика и практика "суверенитета" в контексте российско-африканских отношений // Palladium. Журнал свободного университета. 2024. № 2. С. 174-208.
2. О "мягкой силе" России, институтах и ориентирах // Palladium. Журнал свободного университета. 2023. № 8. С. 100-127.
3. «Вот вы дичь перепуганная». Мобилизация в телеграмм-каналах военкоров // Социодиггер. 2023. Т. 4. Вып. 1-2. С. 70-82.
4. Культурная травма и нормализация чрезвычайности // Социодиггер. 2023. Т. 4. Вып. 1-2. С. 3-7.
5. Истоки дискурсивного подхода в политических исследованиях // Вестник Московского университета. Серия 18. Социология и политология. 2018. № 1 (24). С. 71-97.
6. Критика дискурса: исследовательские программы и протестная практика // Полис. Политические исследования. 2018. № 1. С. 157—174.
Политика памяти
1.Official memory politics, the ‘genocide of the soviet people,’ and the distortion of the Holocaust in modern Russia // Holocaust studies. 2025. № 1.
2. Geschichtspolitik des Puten-Regimes und Legitimierung des Kriegs gegen die Ukraine // OstEuropa. 2024. № 5. S. 147-166.
3. Российское государство и "единый" исторический нарратив (критическое исследование "учебника" "История России. 10 класс" В. Р. Мединского и А. В. Торкунова) // Историческая экспертиза. 2023. № 3. С. 11-35.
4. Международная и транснациональная перспективы в пространстве актуальной истории древних русских городов // Историческая экспертиза. 2023. № 3. С. 11-35.
5. Трансформация политического использования памяти о нацистских преступлениях в современной России // Политическая наука. 2023. № 2. С. 65-93.
6. Коммеморация 100-летия Первой мировой войны в России: политическое измерение // Символические аспекты политики памяти в современной России и Восточной Европе: сб. ст. / Под ред. В. В, Лапина, А. И. Миллера. СПб.: Издательство Европейского университета в Санкт-Петербурге, 2021. С. 81-108.
7. Остров в глобальном мире. Политика памяти и поиск ценностного основания государства в России // Россия в глобальной политике. 2020. Том 18. № 2. С. 206—221.
8. Историческое прошлое как основание российской политии. На примере выступлений Владимира Путина в 2012—2018 гг. // Полития. 2018. № 4. С. 6-31.
9. Россия и Болгария: между войнами памяти и общим прошлым // Вестник МГИМО-Университета. 2018. № 4. С. 178—203. 2,3 п.л.
10. Первая мировая война и память о ней в современной России // Неприкосновенный запас. 2017. № 1 (111). С. 106—128.
11. Оборона крепости Осовец. О генеалогии одного исторического нарратива // Свободная мысль. 2016. № 2. С. 43-58 (полная версия статьи).
Нацистские преступления
1. Нацистская биополитика и программа «эвтаназии» в Германском рейхе: краткая история // «Помни о нас…»: люди с инвалидностью — малоизвестные жертвы нацистского режима в оккупированных регионах РСФСР. Сб. статей / Под ред. И. В. Ребровой. СПб.: Европейский Дом, 2022. С. 40-73.
2. Треблинка. Краткая история / К. А. Пахалюк, М. Ю. Эдельштейн // Треблинка. Исследования. Воспоминания. Документы. М.: Яуза-Каталог, 2021. С. 11-76.
3. «Дело Оберлендера» 1960 г., коллаборационизм и память о нацистских преступлениях в советском обществе / Вступительная статья, комментарии и публикация К. А. Пахалюка // Трагедия войны. Гуманитарное измерение вооружённых конфликтов XX века. М.: Яуза-Каталог, 2021. С. 492—653.
4. Концентрационный лагерь Люблин (Майданек): краткая история // Концентрационный лагерь Майданек. Исследования. Документы. Воспоминания. М.: Пятый Рим, 2020. С. 9-86.
Первая мировая война
1. Политика русского военного командования в отношении гражданского населения Восточной Пруссии в 1914—1915 гг.: опыт взаимодействия в контексте «тотальной» войны // Трагедия войны. Гуманитарное измерение вооружённых конфликтов XX века. М.: Яуза-Каталог, 2021. С. 21-52.
2. «Надо кончать с Восточной Пруссией»: к вопросу об оперативном руководстве Восточно-Прусской операцией 1914 г. // Георгиевские чтения. Сборник трудов по военной истории Отечества. М.: Яуза-Каталог, 2021. С. 175—216.
3. "Неудобный помощник": Российское общество Красного Креста на восточнопрусском фронте в годы Первой мировой войны (август 1914 — февраль 1915 года) // Время Великой войны: от глобального переустройства до трансформаций повседневности: сборник научных статей / отв. ред. И. О. Дементьев. Калининград: Изд-во БФУ им. И. Канта, 2016. С. 92-121.
4. «Было чувство, будто мы оставлены на произвол судьбы»: учреждения Российского общества Красного Креста при 1-й армии в августе 1914 г. // Калининградские архивы: материалы и исследования. Сб. ст. Вып. 12. Калининград, 2015. С. 117—132.
5. Пространство плена Первой мировой: лагерь для турецких пленных на острове Нарген (1915—1918 гг.) // Международная жизнь. Специальный выпуск: История без купюр. Великая война. Начало. М., 2014. С. 100—128.
6. Восточно-Прусская катастрофа 1914 г. // Военно-исторический журнал. 2011. № 2. С. 9-15.

## Интервью
- «Лагерь смерти для всех» // Нюрнберг. 2021. 19 авг. Часть 1. Часть 2.
- «Треблинский ад» // Нюрнберг. 2021. 10 нояб. Часть 1. Часть 2.
- "Пострадавший получает все" // T-Invariant. 2025. 10 февр. интервью о "геноциде советского народа"]
- "Чем мы хуже евреев". Эксперт: Москва манипулирует историей страданий и победы во Второй мировой // Delfi. 2025. 8 мая. Интервью.
- "Где русский дух и чем пахнет в столицах". Разговор с Константином Пахалюком о русской древности, региональной политике памяти и о том, почему на Россию пора перестать смотреть из столиц // Новая газета. 2025. 2 авг. Интервью.